# Sarcodictyon
Sarcodictyon is een geslacht van koralen uit de familie van de Clavulariidae.

## Soorten
- Sarcodictyon catenatum Forbes, 1847
- Sarcodictyon durum (Hickson, 1921)
- Sarcodictyon gotoi (Okubo, 1929)
- Sarcodictyon herdmani Hickson, 1930
- Sarcodictyon incrustans (Broch, 1935)
- Sarcodictyon pacificum Hickson, 1930
- Sarcodictyon pallidum Tixier-Durivault, 1964
- Sarcodictyon tropicale Thorpe, 1928

Niet geaccepteerde soorten:
- Sarcodictyon agglomerata Forbes & Goodsir, 1851 → Sarcodictyon catenatum Forbes in Johnston, 1847
- Sarcodictyon canariensis Ocaña, Brito & Nuñez, 1992 → Canarya canariensis (Ocaña, Brito & Nuñez, 1992)
- Sarcodictyon charcoti Tixier-Durivault & d'Hondt, 1974 → Clavularia charcoti (Tixier-Durivault & d'Hondt, 1974)
- Sarcodictyon coralloides (de Lacaze Duthiers, 1900) → Rolandia coralloides de Lacaze Duthiers, 1900
- Sarcodictyon densum Tixier-Durivault & d'Hondt, 1974 → Clavularia densum (Tixier-Durivault & d'Hondt, 1974)
- Sarcodictyon gardineri Gohar, 1940 → Rhodelinda gardineri (Gohar, 1940)
- Sarcodictyon herdmani Hickson, 1921 → Sarcodictyon herdmani Hickson, 1930
- Sarcodictyon roseum (Philippi, 1842) → Rolandia coralloides de Lacaze Duthiers, 1900
- Sarcodictyon rugosum Pourtalès, 1867 → Scleranthelia rugosa (Pourtalès, 1867)